# 519 (số)
519 (năm trăm mười chín) là một số tự nhiên ngay sau 518 và ngay trước 520.